# Fournier Ridge
Fournier Ridge är en bergstopp i Antarktis. Den ligger i Västantarktis. Argentina, Chile och Storbritannien gör anspråk på området. Toppen på Fournier Ridge är 1 000 meter över havet.
Terrängen runt Fournier Ridge är kuperad åt sydost, men åt nordväst är den platt. Fournier Ridge är den högsta punkten i trakten. Trakten är obefolkad. Det finns inga samhällen i närheten.